# Yoshihito Nishioka
Yoshihito Nishioka (西岡 良仁 Nishioka Yoshihito?, n. 27 septembrie 1995, Tsu, Japonia) este un jucător de tenis din Japonia. Cea mai înaltă poziție la simplu în clasamentul ATP este locul 32 mondial, la 20 februarie 2023. A câștigat două titluri la simplu pe Circuitul ATP.